# Abuz sexual
Abuzul sexual este definit ca fiind forțarea unei persoane de către altă persoană de a întreține relații sexuale nedorite. Atunci când este îndreptat către un copil se numește abuz sexual asupra copiilor.
Diferitele forme ale abuzului sexual sunt:
- Fără consens, forțare fizică sexuală precum violul sau hărțuirea sexuală
- Agresiune sexuală
- Forme psihologice de abuz, precum comportament sexual verbal sau urmărire (pândă)
- Profitarea de o poziție de încredere pentru a recurge la scopuri sexuale
- Incest, săvârșit forțat sau manipulat emoțional

## Semnele care pot sugera un abuz sexual
- Răni nejustificate, mai ales în zona genitală și în zona sânilor (la femei)
- Articole de îmbrăcăminte sau lenjerie intimă șifonate sau pătate
- Sarcină (graviditate)
- Boli cu transmitere sexuală (BTS)
- Sângerări vaginale la fetițele premenarhale
- Rectoragia la minorii de ambele sexe
- Probleme de comportament nejustificate
- Depresie
- Auto-mutilare (auto-abuz) și/sau tendințe de suicid
- Consumul excesiv de băuturi alcoolice și/sau de droguri
- Lipsă bruscă de interes referitoare la activitatea sexuală
- Interes brusc referitor la activitățile sexuale

## Abuzul sexual asupra minorilor

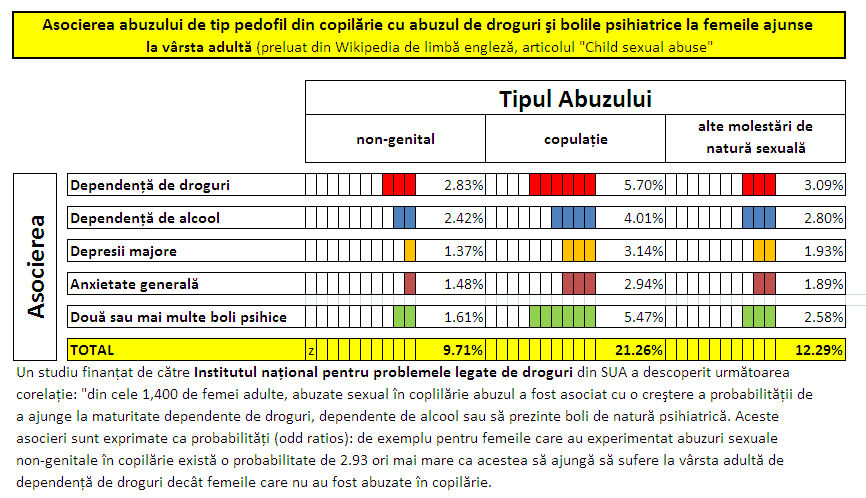
Incidența Abuzurilor de tip pedofil în România în anul 2010 conform DGAPS

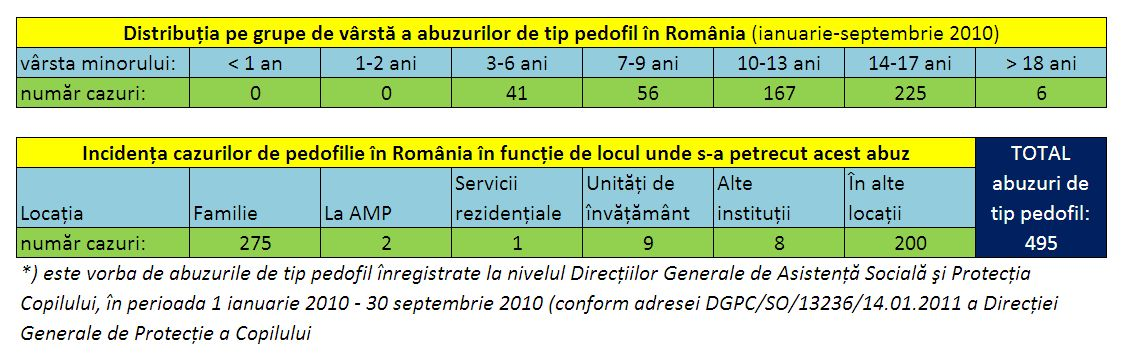
Incidența Abuzurilor de tip pedofil în România în anul 2010 conform DGAPS

Abuzul sexual la copii reprezintă o categorie de abuz asupra minorilor care implică interacțiunea de natură sexuală asupra unui copil sau adolescent sub 18 ani, săvârșit de către un adult, sau de către orice altă persoană de o vârstă semnificativ mai mare sau aflată într-o poziție de dominare (control) asupra copilului. În acest tip de abuz copilul este folosit pentru stimularea sexuală a altei persoane. Spre deosebire de violul comis asupra femei adulte, unde abuzul este direct și explicit (prin folosirea forței și violenței fizice), abuzul sexual comis asupra copilului utilizează mijloace nonviolente (seducția, manipularea, manipularea). Studii asupra efectelor abuzului sexual la copii arată prezența folosirii unor rugăminți și invitații pe lângă acțiuni fizice propriu-zise, privind orice interacțiune sexuală între adult și copil, pornind de la un sărut sau o îmbrățișare aparent nevinovată și mergând până la relația sexuală propriu-zisă și orice altă activitate legată de aceasta.

### Definiție
Centrul American Național pentru Protecția Copiilor Abuzați și Neglijați definește abuzul sexual asupra copiilor ca fiind "orice contact sau formă de interacțiune între copil și adult, în care copilul este utilizat prin stimularea plăcerii sexuale a adultului".

### Categorisire
Specialiștii în domeniu definesc în studiile lor în funcție de gravitate, două forme de abuz sexual:

- Abuz sexual fără contact corporal, în care se includ exhibiționismul, pornografia și incitarea sexuală verbală;

- Abuz sexual cu contact corporal, care include mângâierile sau atingerile zonelor erogene, manipulările genitale, anale sau orale.

### Incidență
Abuzurile sexuale sunt comise atât de persoane din interiorul familiei, cât și din exteriorul familiei, iar în unele cazuri chiar de către adolescenți asupra altor minori. O mare parte a abuzurilor sexuale comise asupra minorilor este neraportată, fiind trecută sub tăcere de familiile în sânul cărora se petrec. Datele oficiale reflectă doar parțial amploarea unor asemenea forme de agresiune.
După C.E. Dettmeijer-Vermeulen, raportor național de trafic de persoane și violență sexuală asupra copiilor, 3% din făptașii din Olanda sunt femei, 14,58% din victime sunt de sex masculin și „cele mai multe victime sunt abuzate de un membru de familie, prieten sau cunoscut.” Unul din șase făptași este el însuși minor. Aceste cifre sugerează că abuzul heterosexual este mult mai frecvent decât cel homosexual.

## Abuzul sexual între soți
Abuzul sexual între soți este un termen referitor la violența în familie, unde un soț folosește abuzul fizic sau sexual asupra altui soț. Acesta se referă frecvent la relații sexuale forțate asupra unui soț, fără consimțământul său.

## Tratarea abuzului din punct de vedere juridic
Codul Penal definește actele de violență sexuală care constituie infracțiuni și sunt pedepsite ca atare, respectiv violul (art. 218), agresiunea sexuală (art. 219), actul sexual cu un minor (art. 220), corupția sexuală (art. 221 ), racolarea minorilor în scopuri sexuale (art. 222), folosirea prostituției infantile (Art. 2161), incestul (art. 377), hărțuirea sexuală (art. 223 ), folosirea abuzivă a funcției în scop sexual (art 299 ).

## Abuzuri sexuale

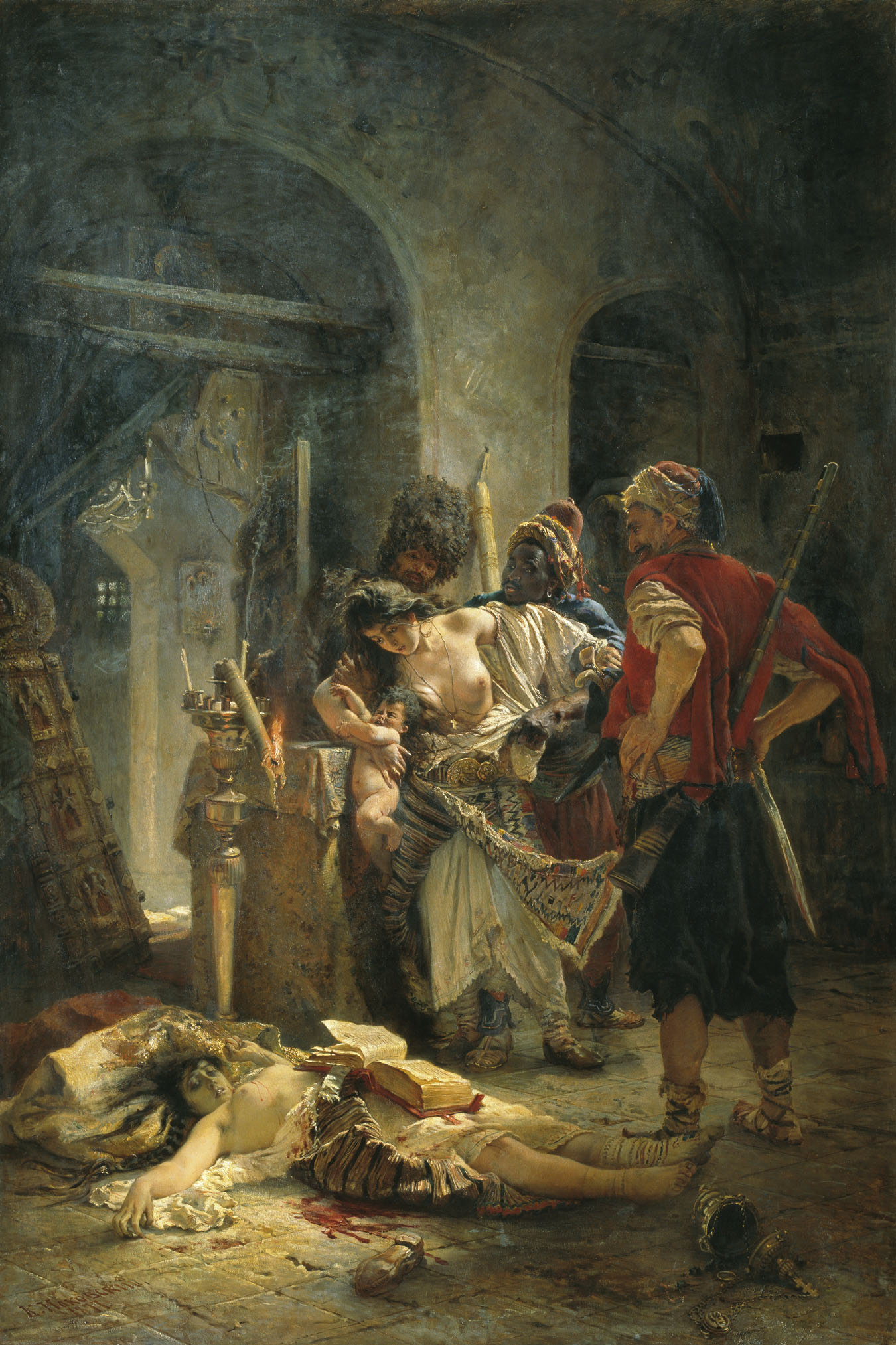
Martiriul bulgarilor, pictura lui Constantin Makovski

Numai în ultimii ani s-a reușit să se discute în mod deschis, despre abuzuri sexuale, o temă considerată tabu, de societate.
Astfel a stârnit indignare sau consternare, scandalul public provocat de abuzul sexual asupra copiilor de către preoții catolici, sau scandalul sexual de la Școala Odenwald din Europa Occidentală.
Mai nou a ieșit la iveală un caz de abuz sexual cauzat de un preot ortodox care este acuzat de o fostă studentă de teologie din Sibiu, Ea relatează  într-o scrisoare anii de coșmar provocate de repetatele abuzuri emoționale și sexuale exercitate de propriul ei duhovnic. Femeia descrie dezvirginarea și mai târziu inclusiv chiuretajul, acea zi de luni, când însuși duhovnicul a dus-o la ginecologul soției. Scrisoarea a fost trimisă Mitropoliei Ardealului și „știrea” publicată  în mai multe episoade, de un singur ziar local zilele trecute, Ora de Sibiu. Părerile despre acest caz sunt diferite astfel Tribuna, tace. Citat: Daniela, după ce suferise un abuz sexual la 15 ani, își încredințează sufletul și încrederea în mâinile duhovnicului, ce slujea chiar la Catedrala Mitropolitană și treptat îi devine din fiică duhovnicească victimă. În loc să-i îngrijească sufletul și să o ajute în depășirea experiențelor din copilărie și a greutăților, profită de vulnerabilitatea ei și o dezvirginează pe bancheta din spate a mașinii sale. 16 ani amintirile traumatice nu i-au oferit liniște și cuvintele celui în sutană erau vii: “Ți-am făcut cel mai frumos cadou de ziua ta! Ești FEMEIE acum! “
Ca și consecințe: Coincidență sau nu, preotul și-a dat demisia cu data de 1 octombrie 2013., după cum declară Mitropolitul Ardealului.
Sau un alt caz din cadrul bisericii catolice, când Papa Francisc înlocuiește un ambasador al Vaticanului în urma acuzațiilor de abuz sexual. Citat: Papa Francisc a desemnat un nou ambasador al Vaticanului în Republica Dominicană, în urma acuzațiilor de abuz sexual îndreptate asupra fostului diplomat. Nominalizarea, făcută la începutul aceste săptămâni, vizează înlocuirea arhiepiscopului Josef Wesolowski. Astfel, se semnalează că investigațiile Vaticanului asupra acțiunilor oficialului său justifică îndepărtarea permanentă a acestuia din Caraibe, scrie Huffington Post. Noul ambasador este Arhiepiscopul Jude Thaddeus Okolo, fost trimis al Vaticanului în Republica Central-Africană și Ciad.
Nici personalitățile politice contemporane, nu sunt scutite de astfel de  scandaluri. 
În Marea Britanie este semnalat în presă un nou scandal de pedofilie, după ce un bărbat de 45 de ani a dezvăluit că ar fi fost abuzat sexual în copilărie, în anii '80, de o femeie care era politician. El susține că avea doar 13 ani și se afla în grija statului atunci când a fost abuzat sexual de un fost parlamentar. El își amintește că era dus la petreceri la care oamenii mari se drogau cu cocaină, beau și abuzau de alți copii asemenea lui, transmite The Mirror. 
Femeile străine venite în Spania la cules de căpșuni suferă abuzuri sexuale din partea patronilor. Multe dintre ele nu fac plângere împotriva acestora de teamă că-și pierd munca. (Lucru amintit într-un reportaj publicat de ziarul ”El Pais”)
De asemenea este în creștere numărul femeilor agresate fie verbal, fie fizic, de către șefi chiar la locul de muncă. Puține dintre ele au, însă, curajul să depună plângeri și să ia atitudine.